# 肩三角
肩三角（かたさんかく）は、日本における牛肉の部位の1つ。食肉小売品質基準が定める牛肉の11部位では牛かたに含まれる。
牛の上腕三頭筋であり、その名の通りに三角形をしているのが特徴で、サンカク、栗（クリ）とも呼ばれる。
運動量が多い部位であり、筋肉が発達しているため、食感はしっかりとしている。しかし、適度なサシも入っており口当たりはなめらかである。赤身肉特有の味わいと霜降り肉の濃厚さを併せ持つ部位と言える。